# Черноморские восстания на французском флоте
Черноморские восстания произошли в апреле 1919 года на французских кораблях, входивших в состав интервенционной эскадры Франции на Чёрном море. Матросы отказались участвовать в боевых действиях против красных, несколько кораблей были захвачены, французское правительство было вынуждено эвакуировать флот из Чёрного моря, тем самым завершив интервенцию в Россию (сухопутные войска начали покидать Россию месяцем раньше).

## Развитие событий

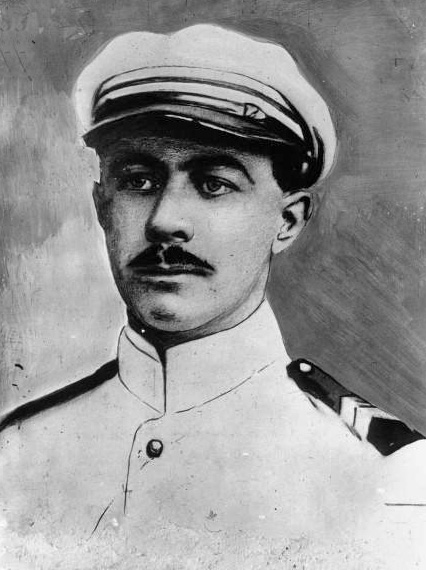
Андре Марти, 1921 год

Подготовка восстания велась при агитации подпольных коммунистических организаций, в особенности
«Иностранной коллегии». Советские источники выделяют роль Жанны Лябурб, расстрелянной французской контрразведкой в марте 1919 года.
Мятеж готовился в десятых числах апреля 1919 года на миноносце «Проте», стоявшем в гавани румынского Галаца. Мятежники, вдохновителем которых стал инженер-механик Андре Марти, собирались захватить корабль, перегнать его в Одессу и передать большевикам, однако планы были сорваны 16 апреля командованием корабля. Как писал впоследствии Марти, в ряды мятежников проникли несколько шпионов и провокаторов, сам Марти был арестован.
19 апреля началось восстание на кораблях, стоявших в Крыму близ Севастополя и посланных им на помощь из Одессы: на линкорах «Франс» и флагмане «Жан Бар», крейсере «Дю Шела», броненосцах «Жюстис», «Мирабо», стоящем в доке после аварии, «Вольтер» и других судах. Жак Дюкло цитирует рассказ участника событий, опубликованный в социалистической газете «кинтальской» направленности: по словам автора, восстание на броненосцах «Франс» и «Жан Бар» произошло после того, как матросы узнали, что якобы учебный обстрел берега 17 апреля привёл к гибели 180 мирных жителей. Огонь вёлся по окружившим город частям Украинской советской армии, однако позднее, после эвакуации частей Добровольческой армии и Белого флота, между большевиками и силами Антанты было заключено перемирие до 29 апреля. 20 апреля, на Пасху, экипажи избрали делегатов и выдвинули требования к командованию. Мятеж продолжался более недели: так, 27 (по другим данным, 26) апреля восстала команда броненосного крейсера «Вальдек-Руссо».
Разные источники указывают разные списки требований моряков (см. ниже справа).
1° Немедленное возвращение во Францию. 
 2° Улучшение питания. 
 3° Оглашение в батареях по радиотелеграфу обо всех захваченных [кораблях?]. 
 4° Демобилизация резервистов. 
 5° Немедленная высадка каптенармуса [должность каптенармуса на французских судах заключалась в полицейском контроле]. 
 6° Увольнения [на берег] в обычном порядке.
1° Прекращение войны против России. 
 2° Немедленное возвращение во Францию. 
 3° Смягчение дисциплины. 
 4° Улучшение питания. 
 5° Отправка экипажа в увольнение [на берег].

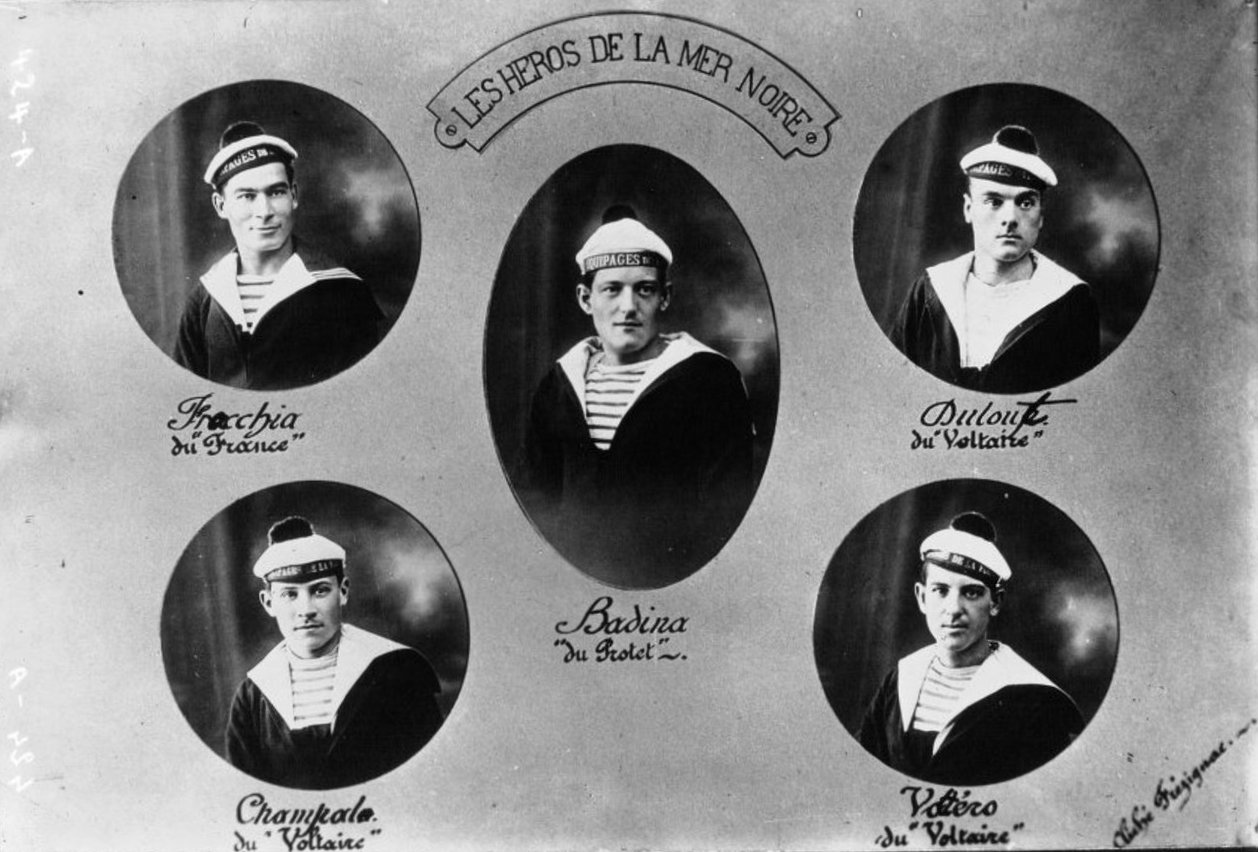
Участники выступлений на флоте

Матросы выходили на севастопольский берег, на кораблях поднимались красные флаги. Мятеж не удавалось окончательно подавить, и к началу мая все французские военные корабли оставили Чёрное море. Мятеж был подавлен, участники арестованы и осуждены на тюремное заключение, упоминается, что военный трибунал Нанта приговорил около 130 матросов. Отдельно называются А. Марти (на 20 лет) и Ш. Тийон (на 5 лет трудовых работ в Марокко).

## Продолжение событий за пределами Чёрного моря
Восстания продолжались и после возвращения судов во Францию, в том числе на линкоре «Прованс» в Тулоне и на эскадренном броненосце «Дидро».
В 1920-х годах французское рабочее движение требовало освобождения осуждённых мятежников. Часть заключённых была амнистирована в июле 1920 года. А. Марти был освобождён под влиянием давления международных коммунистических и французских рабочих организаций в июле 1923 года, Ш. Тийон — в 1921, Л.-Ф. Бадина — 2 августа 1922. По словам Жака Дюкло, французские коммунисты считали кампанию за освобождение участников восстания проявлением солидарности с Октябрьской революцией, однако освобождения мятежников требовали далеко не только коммунисты: так, многие французские социалисты во главе с Леоном Блюмом, которые ранее осудили большевиков и вышли из Второго интернационала, отказавшись присоединиться к Коммунистическому, после окончания Первой Мировой войны также поддерживали осуждённых моряков.

## Историческая оценка мятежей
По мнению Эрика Хобсбаума, именно черноморские восстания стали причиной прекращения французской интервенции против большевиков.
«Большая советская энциклопедия» и «Советская историческая энциклопедия» утверждали, что «восстание явилось ярким выражением солидарности междунар. пролетариата с Советской Республикой».
Андре Марти, сыгравший впоследствии значительную роль во французском коммунистическом движении, прочно вошёл в общественное сознание и в риторику ФКП как организатор восстания, что нашло отражение, в том числе, в энциклопедическом издании Le Petit Robert в «Dictionnaire universel des noms propres» и даже в советской и российской литературе. В то же время ни сам Марти в воспоминаниях, ни официальные советские источники (БСЭ и пр.) не отводят ему ведущей роли в мятеже. По мнению публициста Жеральда Мессадье, восстание породило мифы, связанные с Марти.
Вьетнамская историография уделяет особое значение тому факту, что первый президент объединённого Вьетнама Тон Дык Тханг принимал участие в восстании. Впрочем, этот факт небесспорен: уже в 1960-е годы советские исследователи отмечали разногласие в источниках касательно вопроса, «на каком именно корабле вьетнамский моряк Тон Дык Тханг поднял красное знамя». Помимо распространённой ныне версии, что Тон Дык Тханг был матросом на «Вальдек-Руссо», упоминалось мнение, что он поднял флаг на дредноуте «Париж». Утверждалось также, что Тон Дык Тханг служил на линкоре «Франс». Однако в настоящее время версия «Вальдек-Руссо» прочно закрепилась в биографиях вьетнамского президента и в исторической литературе ввиду явных нестыковок в прочих версиях. Именно «Вальдек-Руссо» назван в воспоминаниях президента, опубликованных в «Советском моряке» в 1957 году. Современными исследователями ставится под сомнение рассказ об участии Тон Дык Тханга в черноморском мятеже, однако они отмечают значительную роль этой легенды во вьетнамской историографии и пропаганде.

## В искусстве
Восстанию посвящена картина, с которой началась известность Г. Г. Нисского. Это дипломная работа «Интернационал на „Жиль-Барте“. Восстание французских моряков в Одессе», написанная в 1928 и приобретённая Третьяковской галереей в 1929 году (по другим данным, только написанная в 1930).
Также Нисский посвятил событию картину «Восстание во французском флоте под руководством товарища Марти», показанную на выставке 1934 года.
Черноморский мятеж был показан в художественном фильме 1965 года «Эскадра уходит на запад».